# 弘エン
愛新覚羅 弘曕（あいしんかくら こうえん、雍正11年6月11日(1733年5月9日) - 乾隆30年3月8日(1765年4月27日)）は、清の雍正帝の第六皇子。母は謙妃劉氏。

## 生涯
雍正帝の第六皇子として生まれた。
弘曕が3歳の時に雍正帝が崩御したので、乾隆帝の皇子達と一緒に育てられた。
乾隆3年（1738年）2月に叔父の允礼の養嗣子 (過継) となり和碩果親王を承襲。
乾隆28年（1763年）5月13日、弘曕が塩商人への借金を理由に高恒に高麗人参の販売を依頼し、炭鉱を開坑する際に民の財産を差し押さえたことが明らかになった。乾隆帝は激怒し、弘曕を貝勒に降格し、免職とした。
乾隆30年（1765年）2月28日、重病で危篤となった弘曕は郡王に封じられ、同年3月8日、33歳で逝去した。

## 家族
- 父：雍正帝

- 養父：和碩果親王允礼

- 母：謙妃劉氏

### 妻妾
- 正室（嫡福晋）：范佳氏

- 側室（側福晋）：張佳氏

- 側室（庶福晋）：劉佳氏

### 子女
- 第一子：多羅果簡郡王永瑹 - 生母は嫡福晋范佳氏。

- 第二子：一等鎮国将軍永璨 - 生母は嫡福晋范佳氏。

- 第三子 - 生母は庶福晋劉佳氏。早逝。

## 登場作品
- 宮廷の諍い女（2011年-2012年、演：段少男）
- 瓔珞〜紫禁城に燃ゆる逆襲の王妃〜（2018年、中国、演：孫翊晨）